# Cheirotonus peracanus
Cheirotonus peracanus är en skalbaggsart som beskrevs av Kriesche 1919. Cheirotonus peracanus ingår i släktet Cheirotonus och familjen Euchiridae. Inga underarter finns listade i Catalogue of Life.